# WRC 2: FIA World Rally Championship
WRC 2: FIA World Rally Championship (также известный как WRC 2, WRC 2 FIA World Rally Championship 2 и WRC: FIA World Rally Championship 2011) — официальная гоночная видеоигра чемпионата мира по ралли FIA 2011 года.Она была разработана компанией Milestone S.r.l. и отличается улучшенными деталями, визуальными эффектами и новыми режимами, чтобы стать наиболее реалистичным симулятором ралли. Игра была выпущена для PlayStation 3, Xbox 360 и Microsoft Windows в Европе 14 октября 2011 года, а в Северной Америке 24 апреля 2013 года (только для Windows).
В игре представлены шестиступенчатые чемпионаты, специальные временные этапы испытаний и онлайн-режимы для 16 игроков. Существует обновленный режим карьеры, который поощряет более эффективное управление командой и имеет новые функции подбора персонала.

## Игровой процесс
Режим одиночной игры включает в себя множество опций, таких как режим Одиночного Этапа, режим Одиночного Ралли, режим Чемпионата, режим Временной Атаки, режим Карьеры и Школа Ралли WRC. Здесь игрок может соревноваться с искусственным интеллектом или со своими собственными призраками, чтобы улучшить навыки вождения.Транспортные средства получают урон в зависимости от вождения игрока на трассах и ведут себя соответственно. Всего есть 90 этапов в 15 локациях, на которых можно соревноваться в одиночном режиме.Согласно календарю, Ралли Болгарии и Ралли Японии были удалены из предыдущей игры, в то время как были добавлены Ралли Акрополя и Ралли Австралии.
Многопользовательская опция доступна для онлайн-игр на 16 игроков. Доступны следующие типы гонок: Одиночный этап, Чемпионат, Одиночное ралли и Суперспециальный этап.

## Прием
| Сводный рейтинг | Сводный рейтинг |
| Агрегатор       | Оценка          |
| --------------- | --------------- |
| GameRankings    | 64,00 %         |

Игра получила «смешанные или средние» отзывы в соответствии с сайтом агрегирования обзоров Metacritic.Все сошлись во мнении, что это «довольно приличная раллийная игра, но ей не хватает завершающих штрихов, особенно в отношении графики и звука. Модель вождения, касающаяся обратной связи, также может быть более усовершенствована». Версия PlayStation 3 заняла 23-е место в чартах продаж Великобритании. В Японии, где игра была портирована и опубликована CyberFront 16 февраля 2012 года, Famitsu поставил версиям для PS3 и Xbox 360 две семерки, одну восьмерку и одну шестерку, в общей сложности 28 баллов из 40.

## Рекомендации
1. ↑  WRC 2 FIA World Rally Championship. GameSpy. Дата обращения: 1 марта 2017. Архивировано из оригинала 19 марта 2012 года.
2. 1 2  Walton, Mark. WRC 2: World Rally Championship Hands-On Preview. GameSpot (14 июля 2011). Дата обращения: 1 марта 2017. Архивировано 3 мая 2022 года.
3. ↑  SINGLE PLAYER MODE. WRC: The Game. Дата обращения: 1 марта 2017. Архивировано из оригинала 16 ноября 2011 года.
4. 1 2  MacDonald, Keza. WRC 2 FIA World Rally Championship (Preview). IGN (6 июля 2011). Дата обращения: 1 марта 2017. Архивировано 3 мая 2022 года.
5. ↑  WRC 2: FIA World Rally Championship 2011 for Xbox 360 (англ.). GameRankings. Дата обращения: 23 апреля 2025. Архивировано из оригинала 9 декабря 2019 года.
6. ↑  TOP 30 SONY PLAYSTATION 3 (FULL PRICE), WEEK ENDING 15 October 2011. GFK Chart Track. Дата обращения: 24 августа 2015. Архивировано из оригинала 4 марта 2016 года.